# ジャリア炭田
ジャリア炭田（英語：Jharia coalfield）は、インド東部のジャールカンド州のジャリアにある大規模な炭田である。一帯には194億トンの原料炭の推定埋蔵量を有し、インドで最大の石炭埋蔵量を誇る。炭田は地域経済に大きく貢献しており、直接的または間接的に多くの地元住民が関連産業に従事している。

## 火災
少なくとも1916年以来、畑は炭層火災に見舞われており、その結果、3,700万トンの石炭が火災によって失われ、ジャリア市を含む地域社会で重大な地盤沈下と水や大気の汚染が発生している。政府機関が地域住民の移転を指定したが、移転はほとんど進んでいない。
2017年には、火災により生じた地下の空洞部分に向かって地盤が崩壊。複数の住民が死傷する事故も発生している。

## 採掘
炭田はダーモーダル川の渓谷にあり、約110平方マイル（280平方キロメートル）を覆い、コークスに適した瀝青炭を生産する。インドの石炭のほとんどを生産するジャリア炭鉱は、高炉で使用されるプライムコークス炭の最も重要な貯蔵庫であり、23の大規模な地下鉱山と9つの露天掘り炭鉱から構成されている。

## 歴史

### 開山
炭田での採掘活動は1894年に始まり、1925年に大きく強化された。初めて一帯に到着し、英国の石炭採掘独占を破ったインド人は、カッチ（Kutch）地方のグジャラートの鉄道業者であり、そのうちの何人かは石炭採掘事業に参入することを決め、1890年から1895年頃にジャリア炭田地帯で石炭採掘を開始した。ジャリア＝ダンバド（Jharia-Dhanbad）地帯では、セス・コラ・ラムジ・チャウダ（Seth Khora Ramji Chawda）がヨーロッパ人の独占を破った最初のインド人で、1894年から1910年にかけて、兄弟のテジャ・ラムジ・チャウダ（Teja Ramji Chawda）、ジェタ・リラ・ジェスワ（Jetha Lira Jethwa）、アコイ・ラムジ・チャウダ（Akhoy Ramji Chawda）、パチャン・ラムジ・チョウラ（Pachan Ramji Chowra） とともに会社（Khas Jharia, Golden Jharia, Fatehpur, Balihari, Khas Jeenagora, East Bagatdih Collieries）を設立している。ジャリア炭鉱では、コラ・ラムジと兄弟がディワン・バハドウール・D・D・タッカー（Diwan Bahadur D.D. Thacker）とパートナーであった。 ベンガル・ビハール・オリッサの百科事典（Encyclopaedia of Bengal, Bihar & Orissa (1920) by British Gazetteer）には、セス・コラ・ラムジについて、以下のように記載されている。
..at that time (in 1890s) the Jharia coal fields were being exploited by Europeans and Seth Khora Ramji was first Indian to seize the opportunity.  He purchased two collieries to begin with.  Gradually others from Kutch and Gujarat followed suit and now Jharia has been changed into a Gujarati settlement with about 50 Kutchi out of 92 Gujarati collieries proprietors with Seth Khora Ramji as head of them all.  He is now sole proprietor of two collieries and a financing member of about eight collieries.  Several district officials have remarked him as multi-millionaire, one of the first class parties in Jharia.
以下はその和訳例。
...当時（1890年代）、ジャリア炭田はヨーロッパ人によって開発されており、セス・コラ・ラムジはその機会をとらえた最初のインド人であった。 セスはまず2つの炭鉱を買収した。その後、徐々にカッチ地方やグジャラート出身の者が続き、現在ではジャリアはグジャラート人の居住区となり、92のグジャラート人炭鉱経営者のうちおよそ50人がカッチ人で、そのトップがセスである。 現在、セスは2つの炭鉱の個人経営、8つ程の炭鉱の融資担当を務めており、複数の地区関係者が、彼を数百万ドルの富豪、ジャリアの一流の一人と評している。
1908年から1910年頃にはゴヴァマル（Govamal Jivan Chauhan）という人物によりティスラ（Teesra）、ブドルーチュク（Budroochuck）、パンデベッラ（Pandeberra）でも炭鉱が作られたことが先述の百科事典に記されており、ジャグマル（Jagmal Raja Chauhan）はマダパー（Madhapar）村のManji Jeramという人物と共にラジャポレ（Rajapore）炭鉱を、プルショタム・K・チャウハン（Purushottam K. Chauhan）はティスラ炭鉱を所有していた。移民たちはジャリアにいたラジャから各地の炭鉱を借り受け、以下の場所で炭鉱を設立している。
- Khas Jharia
- Jamadoba
- Balihari
- ティスラ
- Katrasgarh
- Kailudih
- クスンダ（Kusunda）
- Govindpur
- スィジュア（Sijua）
- Sijhua
- ロヤバッド（Loyabad）
- ジョイランプール（Joyrampur）
- バガ
- マタディ（Matadih）
- モウダ（Mohuda）
- ダンサル（Dhansar）
- ブリ（Bhuli）
- ベルモ（Bermo）
- ムグマ（Mugma）
- チャスナラ＝ボカロ（Chasnala-Bokaro）
- Bugatdih
- Putki
- Pandibri
- Rajapur
- ジーナゴラ（Jeenagora）
- ガレリア（Gareria）
- チルクンダ（Chirkunda）
- ボウラ（Bhowrah）
- スィニディ（Sinidih）
- Kendwadih
- Dumka

### 炭田火災

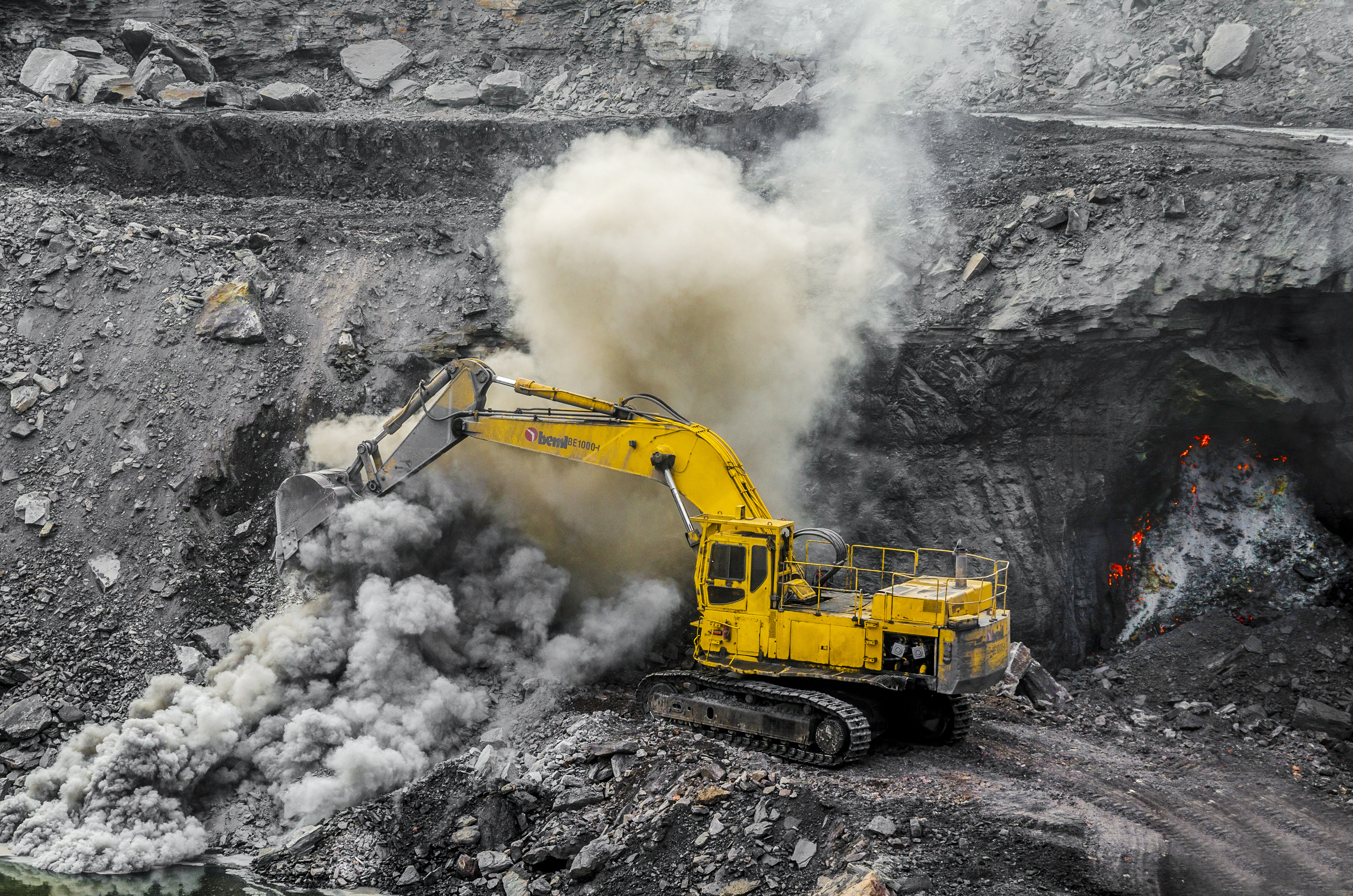
地下の炭田火災で煙と燃えかすの覆うジャリア炭鉱。この火災はほぼ100年もの間燃え続け、何十万人もの人々に避難を強いているのみならず、健康を害してもいる。

ジャリアは、1世紀近く地下で燃えている炭田火災で有名である。2007年の推定では、火災が発生してから3,700万トンの石炭が消費されたとされている。 最初の火災は1916年に発見された。記録によると、1930年に地下火災で最初に崩壊した鉱山の1つは、一帯の炭鉱のパイオニアであったセス・コラ・ラムジ（1860年 - 1923年）のカズジャリア鉱山（Khas Jharia mines）であった。最大深度260フィートの坑道を有するセスの2つの炭鉱、カス・ジャリアとゴールデン・ジャリアは、今では悪名高い地下火災によって崩壊し、彼らの家やバンガローも1930年11月8日に崩壊し、18フィートの沈下と広範囲な破壊をも引き起こした。鉱山部門と鉄道当局は懸命な努力をしたものの、火災が止まることはなく、1933年に燃える谷地が多くの住民の流出に繋がった。翌1934年のネパール・ビハール地震はさらなる火災の拡大を引き起こし、1938年には当局が「町の下で猛烈な火災が発生しており、133の炭鉱のうち42座が燃えている」と宣言している。
1972年には、この地域で70件以上の炭層火災が報告された。 2007年現在、ジャリアに住む40万人以上が火災による地盤沈下の危険にある土地に住んでおり、Satya Pratap Singhによれば、「ジャリアの町は生態学的および人的災害の危機に瀕している」という。政府はジャリアの人々の安全に対しての無関心な態度から批判されている。火災から排出される大量の煙は、地元住民の呼吸障害や皮膚病などの深刻な健康被害をもたらしている。